# دوران جوانی
دوران جوانی (کره‌ای: 청춘시대; لاتین‌نویسی اصلاح‌شده: Cheongchunsidae) یا سلام بیست سالگی من (انگلیسی: Hello, My Twenties!) یک مجموعهٔ تلویزیونی کره جنوبی بازی هان یه-ری، هان سئونگ-یئون، پارک اون-بین، ریو هوا-یونگ، پارک هه سو، جی وو و چوی آرا است. این مجموعه از ۲۲ ژوئیه ۲۰۱۶ تا ۷ اکتبر ۲۰۱۷ از جی‌تی‌بی‌سی پخش شد.

## بازیگران

### بررسی اجمالی
| شخصیت         | بازیگر         | فصل          | فصل          |
| شخصیت         | بازیگر         | فصل ۱ (۲۰۱۶) | فصل ۲ (۲۰۱۷) |
| ------------- | -------------- | ------------ | ------------ |
| یون جین میونگ | هان یه-ری      | اصلی         | اصلی         |
| جونگ یه اون   | هان سئونگ-یئون | اصلی         | اصلی         |
| سونگ جی وون   | پارک اون-بین   | اصلی         | اصلی         |
| کانگ یی نا    | ریو هوا-یونگ   | اصلی         | مهمان        |
| یو اون جه     | پارک هه سو     | اصلی         |              |
| یو اون جه     | جی وو          |              | اصلی         |
| جو اون        | چوی آرا        |              | اصلی         |

### بازیگران اصلی
- پارک هه سو (فصل ۱) و جی وو (فصل ۲) در نقش یو اون جه[۹][۱۰]
- هان سئونگ-یئون در نقش جونگ یه اون[۱۱]
- هان یه-ری در نقش یون جین میونگ[۱۲]
- پارک اون-بین در نقش سونگ جی وون[۱۳]
- ریو هوا-یونگ در نقش کانگ یی نا (فصل ۱؛ مهمان، فصل ۲)[۱۴][۱۵]
- چوی آرا در نقش جو اون (فصل ۲)